# دوبي جراي (مغني)
دوبي جراي (بالإنجليزية: Dobie Gray) كان مغنيًا وكاتب أغاني أمريكيًا (1940 – 2011)، امتدت مسيرته الموسيقية إلى موسيقى الروح والكانتري والبوب والمسرح الغنائي. تضمنت أغانيه الناجحة «في داخل الزحام The 'In' Crowd» عام 1965، وأغنية «الانجراف بعيداً Drift Away» التي كانت واحدة من أكبر الأغاني الناجحة في عام 1973، حيث بيع منها أكثر من مليون نسخة، ولا تزال عنصرًا أساسيًا في البث الإذاعي.

## تاريخه
ولد جراي في سيمونتون بولاية تكساس عام 1940. اكتشف موسيقى الكنائس من خلال جده، القس المعمداني.
انتقل إلى لوس أنجلوس، وكان يعتزم ممارسة مهنة التمثيل بينما يغني أيضًا لكسب المال. قام بالتسجيل مع العديد من شركات التسجيل المحلية تحت أسماء ليونارد أينسوورث، ولاري كورتيس، ولاري دينيس، قبل أن يوجهه سوني بونو ليقدم تسجيلاته الخاصة الناجحة.
جاء المذاق الأول للنجاح في عام 1963 عندما وصلت أغنيته المنفردة السابعة «انظر إليّ» إلى المركز 91 على قائمة هوت بيلبورد.
توفي جراي في 6 ديسمبر 2011 من مضاعفات جراحة السرطان في ناشفيل بولاية تينيسي عن عمر يناهز 71 عامًا. تم دفن رفاته في حديقة وودلون التذكارية وضريح في ناشفيل.
أدرجت مجلة نيويورك تايمز في 25 يونيو 2019، دوبي جراي ضمن مئات الفنانين الذين قيل إن موادهم دمرت في حريق اندلع في خلفية استوديوهات يونيفرسال في هوليوود عام 2008.

## وصلات خارجية
- دوبي جراي (مغني) على موقع IMDb (الإنجليزية)
- دوبي جراي (مغني) على موقع ميوزك برينز (الإنجليزية)
- دوبي جراي (مغني) على موقع إن إن دي بي (الإنجليزية)
- دوبي جراي (مغني) على موقع أول ميوزيك (الإنجليزية)
- دوبي جراي (مغني) على موقع ديسكوغز (الإنجليزية)
- دوبي جراي (مغني) على موقع قاعدة بيانات الفيلم (الإنجليزية)